# Siège de Marseille (1524)
Pour les articles homonymes, voir Siège de Marseille.
Sixième guerre d'Italie
Le siège de Marseille d'août et septembre 1524 est mené dans le cadre de la sixième guerre d'Italie (1521-1525) par une armée de Charles Quint, commandée par le Français Charles de Bourbon et l'Espagnol Fernando de Avalos. L'opération est un échec pour les assiégeants, qui se retirent sous la menace d'une armée française de secours commandée par le roi François Ier en personne.

## Contexte
En 1523, le connétable de France Charles de Bourbon, s'estimant lésé par le roi, passe au service de Charles Quint, qui en fait un général de son armée. 
Charles de Bourbon remporte la bataille de la Sesia en avril 1524, puis envahit la Provence et met le siège devant Marseille.

## Déroulement du siège
Le siège est accompagné de pillages dans les campagnes environnantes.

## Suites
Les troupes de Charles Quint quittent la Provence, mais, revenues en Italie, remportent la victoire décisive de Pavie en 1525.